# 莫克兰

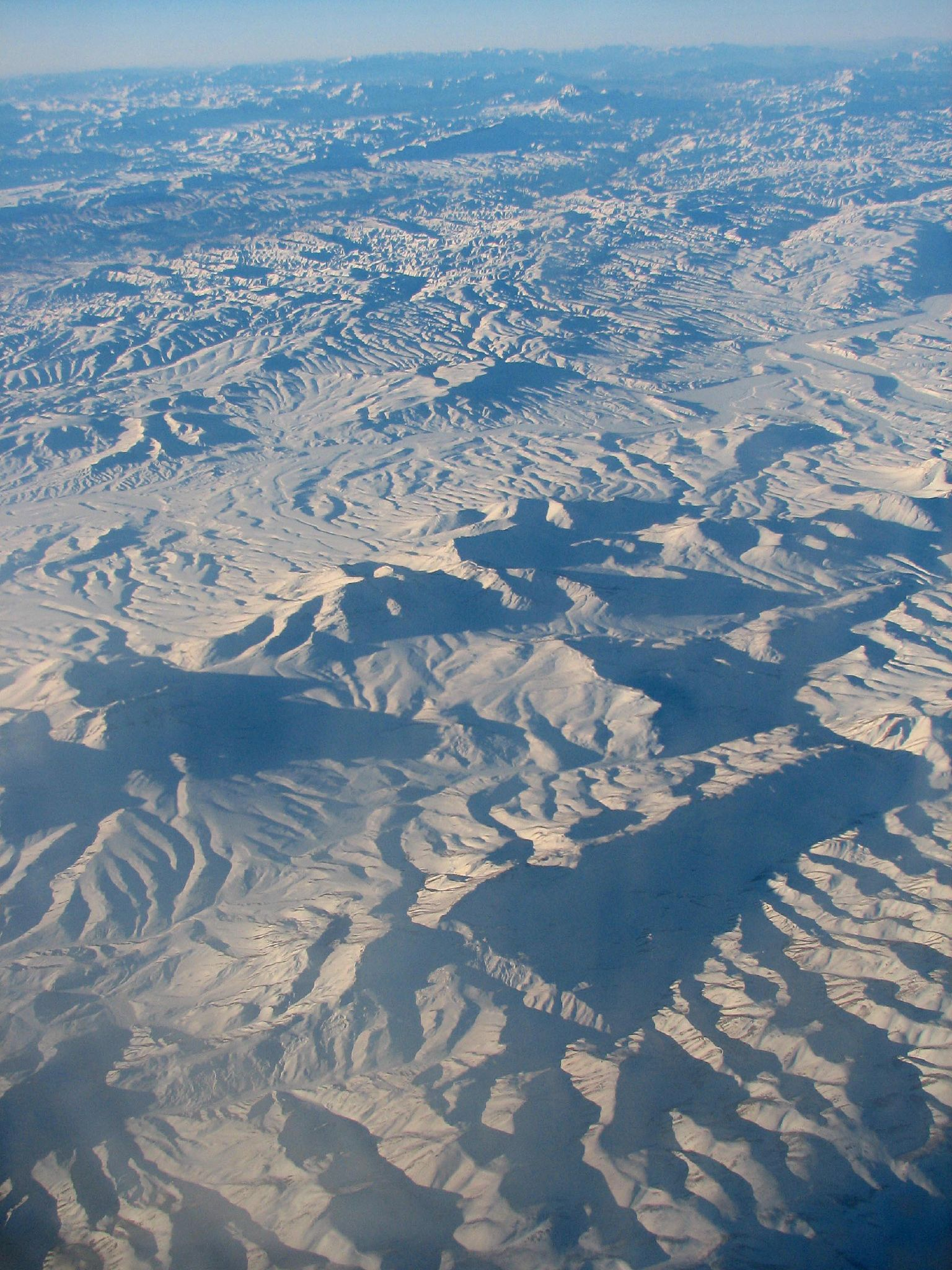
巴基斯坦和伊朗的中部莫克蘭山脈.

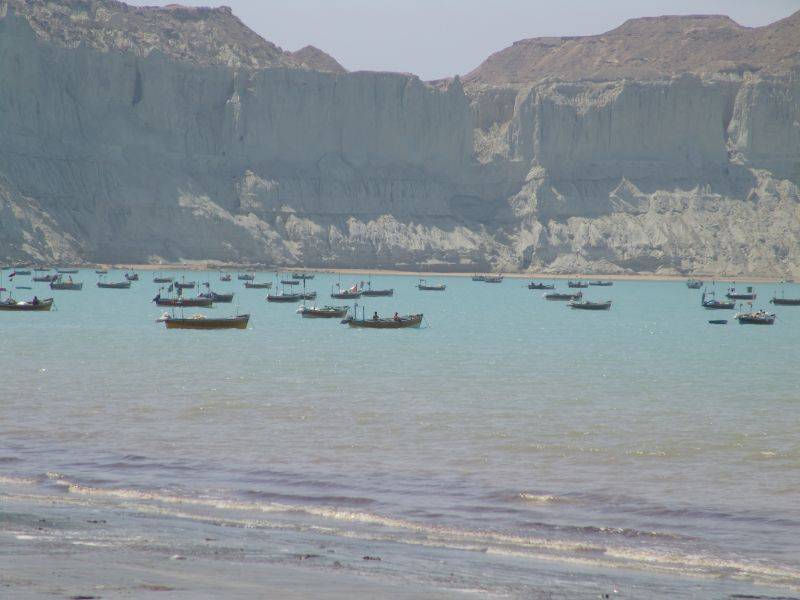
莫克兰的海岸景貌

莫克兰（波斯語：‎，意為「食鱼」），也稱彌蘭或木克郎，是俾路支斯坦南部瀕阿拉伯海的地區，為橫跨伊朗和巴基斯坦的半沙漠地带。整個區域人口稀疏，分散在海边的瓜达尔、伯斯尼等几个渔村。《郑和航海图》第二十一图中的木克郎就是今莫克兰。
2025年，伊朗政府提出遷都至莫克蘭及恰巴哈爾附近地區的構想，以紓解當前首都德黑蘭的都市發展壓力。

## 外部連結
- Balochistan and Makran, Pakistan
- 'Music of Makran: traditional fusion from coastal Balochistan' from the British Library Sound Archive （页面存档备份，存于）
- Holdich, Thomas. .  17 (第11版). London: 452. 1911.

25°18′19″N 60°38′28″E / 25.30541°N 60.64108°E